# الأسود بن يعفر النهشلي
الأَسوَد بنُ يَعفُر النَّهشَلِي الدَّارِمِي التَّمِيمِي (توفي 23 ق هـ/ 600 م)، يكنى بأبي الجرّاح وأبا نهشل، شاعر مقدم فصيح فحل جاهلي من سادات تميم. كان ينادم النعمان بن المنذر، ولما أسن كف بصره. وكان يكثر التنقل فى العرب يجاورهم فيذم ويحمد.

## نسبه
هو: الأسود بن يعفر بن عبد الأسود بن جندل بن نهشل بن دارم بن مالك بن حنظلة بن مالك بن زيد مناة بن تميم بن مر بن إد بن طابخة بن إلياس بن مضر بن نزار بن معد بن عدنان.
أمه: رهم بنت العباب، من بني سهم بن عجل من بكر بن وائل. 
زوجته: أم الجراح، هي أخيذه أخذها الأسود بن يعفر في غارة أغارها على نهد.

## شعره
كان الأسود بن يعفر شاعر مقدم فحلاً ولم يكن بالمكثر في شعره، وجعله محمد بن سلام الجمحي في الطبقة الثامنة مع خداش بن زهير، والمخبل السعدي، والنمر بن تولبٍ العكلي، وله قصيدة دالية مطلعها:
وقد عاتبت سلمى بنت الأسود بن يعفر أباها على إضاعته ماله فيما ينوب قومه من حمالة وما يمنحه فقراءهم ويعين به مستمنحهم فقال لها:

## وصلات خارجية
ديوان: الأسود بن يعفر النهشلي